# Donizete Oliveira
Donizete Oliveira (n. 21 februarie 1968, Bauru, São Paulo, Brazilia) este un fost fotbalist brazilian.
Între 1990 și 2000, Oliveira a jucat 6 meciuri pentru echipa națională a Braziliei.

## Statistici
| Brazilia | Brazilia | Brazilia |
| An       | Meciuri  | Goluri   |
| -------- | -------- | -------- |
| 1990     | 3        | 0        |
| 1991     | 2        | 0        |
| 1992     | 0        | 0        |
| 1993     | 0        | 0        |
| 1994     | 0        | 0        |
| 1995     | 0        | 0        |
| 1996     | 0        | 0        |
| 1997     | 0        | 0        |
| 1998     | 0        | 0        |
| 1999     | 0        | 0        |
| 2000     | 1        | 0        |
| Total    | 6        | 0        |